# Bird Island (Seychellen)
Bird Island (franz. Île aux Vaches) ist die nördlichste Insel der Seychellen. Sie liegt rund 100 km von der Hauptinsel Mahé entfernt und wird zu den sogenannten „Nördlichen Koralleninseln“ gezählt. Die Insel ist sehr jung. Sie entstand vor weniger als 4000 Jahren.
Die 0,82 km² große Koralleninsel wurde 1756 entdeckt und beheimatet bis heute zahlreiche Seevögel-Arten und Meeresschildkröten. Einst sichtete man dort auch noch viele Dugongs, was den französischen Namen Île aux Vaches (dt. „Insel der (See)-Kühe“) erklärt.
Wegen des üppigen Vogelbestands konnten zwischen 1896 und 1905 über 17.000 Tonnen Guano abgebaut und nach Mauritius exportiert werden, um die dortigen Zuckerrohrfelder zu düngen. 
Bird Island wurde 1967 von Guy Savy gekauft und ist Privatbesitz. Guy Savy hat sich dem Ökotourismus verschrieben und den auf ca. 17.000 Brutpaare reduzierten Bestand an Rußseeschwalben wieder aufgebaut. Im Januar 2016 hat er die Verwaltung der Insel mit der von ihm gegründeten Lodge in die Hände seiner Söhne Nicholas ("Nick") und Alex gelegt. Auf der Insel nisten inzwischen von Mai bis Oktober wieder ca. 750.000 Rußseeschwalbenpaare sowie die seltene Feenseeschwalbe. Außerdem lebt auf der Insel die angeblich älteste, größte und schwerste Schildkröte Esmeralda, 300 kg schwer und mindestens 170 Jahre alt. Die Insel wird heute sowohl touristisch als auch zu wissenschaftlichen Zwecken (Wetterstation) genutzt. Von BirdLife International wird sie seit 2001 als Important Bird Area (SC0501) ausgewiesen.